# عزیز السید جاسم
عزیز السید جاسم نویسنده و اندیشمند عراقی است که در شهر ناصریه آن کشور متولد شد. اوکه دارای فعالیت‌ها، مطالعات و تحقیقات فراوانی در زمینه‌های سیاست، اندیشه و داستان‌نویسی بود در دوران صدام حسین دو بار به زندان افکنده شد. در زندان از او خواسته شد که کتاب‌هایی بنویسد که با خط فکری او همسان نبودند که از آن جمله می‌توان به کتاب صدام حسین وصلاح الدین الأیوبی اشاره نمود. پس از نوشتن این کتاب آزاد شد و بار دیگر در ماه می سال ۱۹۹۱ میلادی زندانی شد. پس از آن خبری دربارهٔ او منتشر نشد و وساطت جمعی از ادیبان عراق برای آزادی او نیز بی‌ثمر ماند. برخی معتقدند که او اینک در زندان ابوغریب محبوس است ولی تاکنون اثری از او یا نشانی از جنازه او نیز به دست نیامده است.